# Procedimiento judicial
El procedimiento judicial es concebido doctrinalmente como la forma en que se concreta la actividad jurisdiccional, y constituye el elemento dinámico del proceso. En su sentido más amplio, se refiere a las normas de desarrollo del proceso, de ritualidad, tramitación, o formalidades para la realización de los derechos subjetivos con el debido respeto a los derechos y garantías.
Está constituido por la combinación y coordinación de varios actos jurídicos que, siendo procesalmente autónomos, tienen por objeto la producción del efecto jurídico final propio del proceso; es decir, está compuesto por los actos de inicio, desarrollo y conclusión del mismo. Por ello, en su aspecto externo, aparece como una sucesión temporal de actos, donde cada uno de ellos es presupuesto del siguiente y condición de eficacia del anterior. 
Generalmente dentro de un proceso nos encontramos con un solo procedimiento. Sin embargo, es común que dentro del mismo existan varios procedimientos cuando se suscitan cuestiones secundarias o accesorias al asunto principal. En este caso, cada cuestión secundaria o incidente dará origen a un procedimiento distinto al principal, aunque dentro de un mismo proceso.